# Philippine Liberation Medal
La Philippine Liberation Medal (médaille de libération des Philippines) est une récompense militaire de la République des Philippines qui a été créée par un ordre du quartier général de l'Armée du Commonwealth des Philippines le 20 décembre 1944 et a été délivrée en tant que Philippine Liberation Ribbon (ruban de libération des Philippines). 

## Eligibilité
La décoration a été décernée à tout membre des forces armées du Commonwealth philippin et des forces armées alliées ayant participé à la libération des îles Philippines entre le 17 octobre 1944 et le 2 septembre 1945. Une médaille de taille normale a été autorisée et ajoutée le 22 juillet 1945.
La Philippine Liberation Medal est destinée à reconnaître le service militaire au cours des onze derniers mois de la Seconde Guerre mondiale, lorsque l'armée japonaise a été chassée des Philippines avant sa capitulation en septembre 1945.

## Critères
Pour recevoir la Philippine Liberation Medal, un militaire doit avoir rempli au moins l'un des critères suivants,,:
- Participation à l'opération initiale de débarquement de Leyte et des îles adjacentes du 17 au 20 octobre 1944. Une personne est considérée comme ayant participé à ces opérations si elle a débarqué sur Leyte ou les îles adjacentes, si elle se trouvait sur un navire dans les eaux philippines ou si elle était membre de l'équipage d'un avion qui a survolé le territoire philippin au cours de cette période.
- Participation à tout engagement contre les forces japonaises hostiles sur Leyte et les îles adjacentes pendant la campagne de libération des Philippines du 17 octobre 1944 au 2 septembre 1945.
- Participation à tout engagement contre les forces japonaises hostiles sur des îles autres que celles mentionnées ci-dessus pendant la campagne de libération des Philippines du 17 octobre 1944 au 2 septembre 1945.
- Avoir servi dans les îles Philippines ou sur des navires dans les eaux philippines pendant au moins 30 jours au cours de la période.

Les personnes qui reçoivent la médaille pour leur participation à l'une des opérations susmentionnées sont autorisées à ajouter une étoile de service (service star) de bronze de 3⁄16" à la Philippine Liberation Medal pour chaque action qualifiée supplémentaire.
Les membres des forces armées des États-Unis comprenaient l'armée du Commonwealth philippin et la gendarmerie philippine. Ces membres pouvaient également recevoir la Asiatic-Pacific Campaign Medal (médaille de la campagne Asie-Pacifique), souvent avec une étoile de service, pour leur participation à la libération des Philippines.

## Autres informations
La Philippine Liberation Medal a été décernée aux armées alliées, principalement aux forces du Commonwealth philippin, aux forces armées des États-Unis et aux forces armées du Commonwealth britannique.
L'armée américaine a autorisé cette médaille le 8 mars 1948.
Au Royaume-Uni, en 2003, trois anciens militaires (Glyndwr Thomas Evan Collins, qui a participé à la libération des Philippines pendant la Seconde Guerre mondiale, Constantine Shiels et Frank Broomhead) ont reçu la médaille des mains de l'ambassadeur philippin Edgardo B. Espiritu, en vertu de l'ordre général numéro 1090.
D'autres récompenses militaires philippines similaires de la Seconde Guerre mondiale comprennent la Philippine Independence Medal (Médaille de l'indépendance des Philippines) et la Philippine Defense Medal (de la défense des Philippines).